# فرد جي. جونسون
فرد جي. جونسون (بالإنجليزية: Fred G. Johnson)‏ هو رسام أمريكي، ولد في يناير 1892، وتوفي في 11 مايو 1990.